# Zebrafell

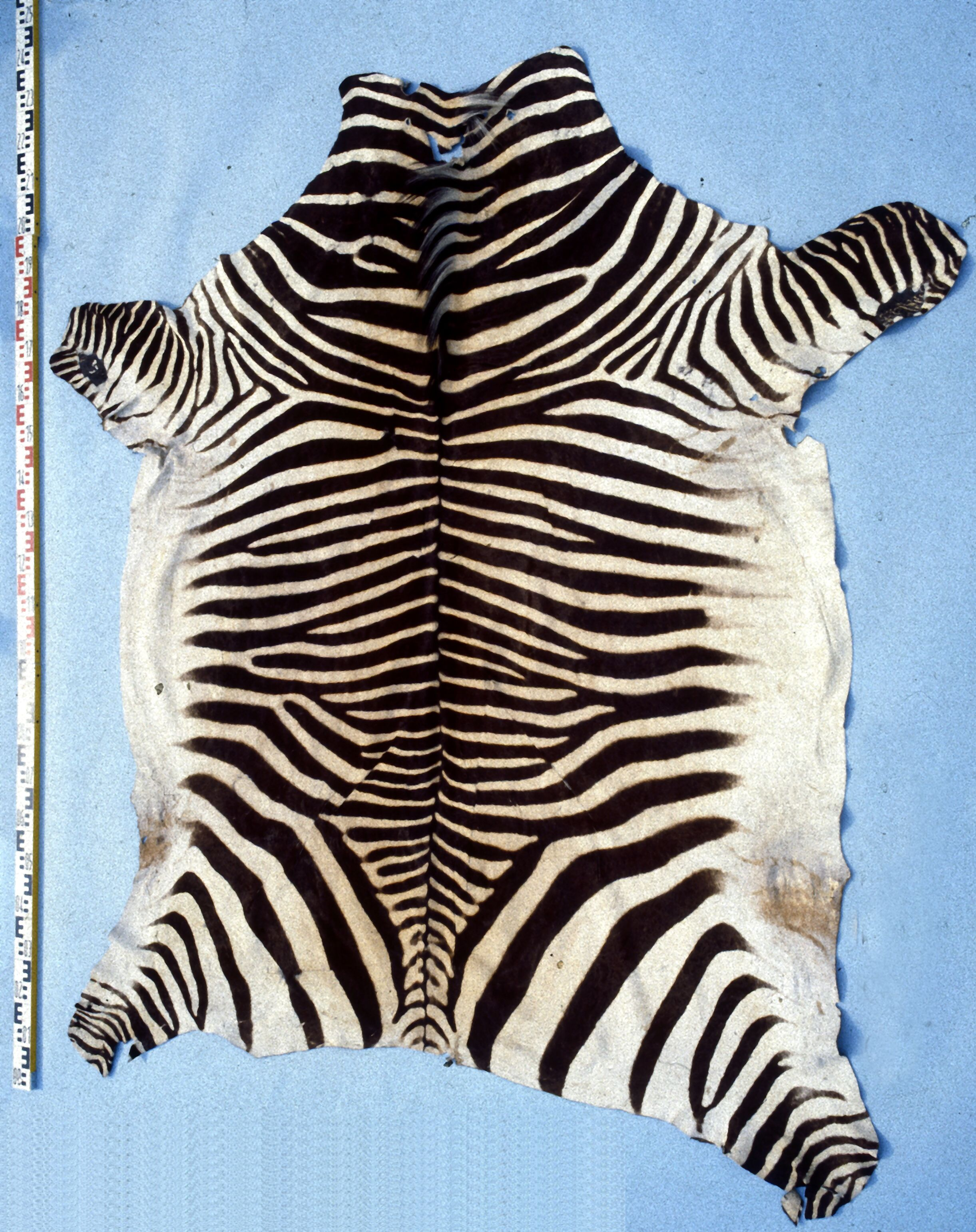
Fell des Hartmann-Bergzebras

Ursprünglich wurden Zebrafelle mit ihrer charakteristischen Streifenzeichnung ausschließlich für Wanddekorationen, Vorleger, Sitzhocker und Ähnliches gebraucht. Ansonsten wurden sie hauptsächlich, in der Art der Leopardenfelle, von den einheimischen Afrikanern benutzt. Als es gelang, das Leder weich und leicht zuzurichten, arbeitete man seit Anfang der zweiten Hälfte des 20. Jahrhunderts vereinzelt daraus auch Sportmäntel, Jacken und anderes. 1988 war über die Anzahl der anfallenden Felle nichts bekannt, ihre Zahl wurde auf „kaum über einige hundert hinausgehend und damit pelzwirtschaftlich ohne Bedeutung“ geschätzt.
Die Heimat des Zebras ist das südliche Afrika. Drei Arten aus der Gattung der Pferde werden als Zebra bezeichnet:
Grevyzebra, Bergzebra und das Steppenzebra. Die beiden Unterarten des Bergzebras sind nach dem Washingtoner Artenschutzübereinkommen streng geschützt. Das Hartmann-Bergzebra darf unter gewissen Voraussetzungen als Jagdtrophäe in die Europäische Union eingeführt werden.

## Fellbeschreibung

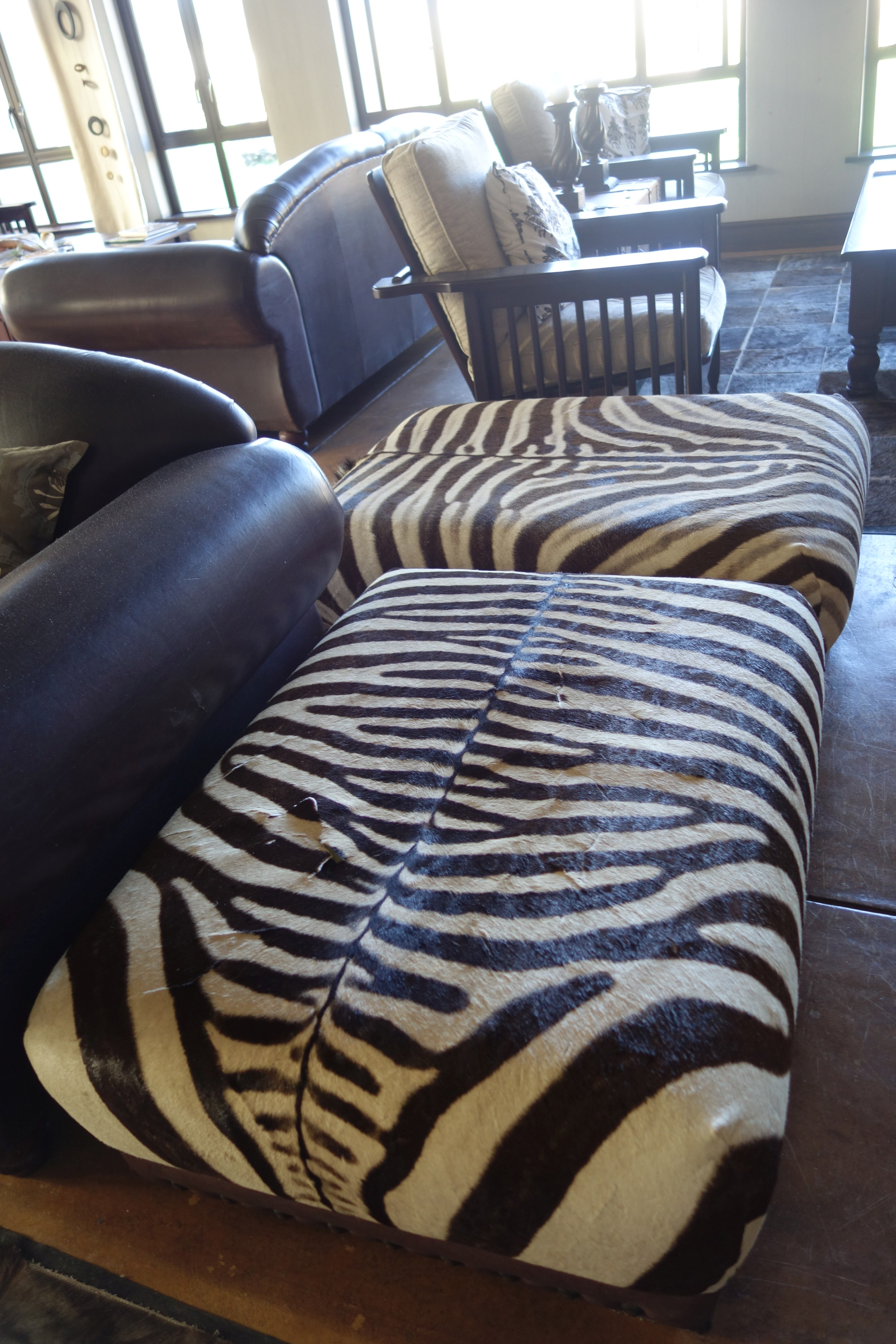
Zebrafell-Sitzbänke in Namibia (2017)

Zebras erreichen eine Kopfrumpflänge von 210 bis 300 Zentimeter, Hengste werden größer als Stuten, der Schwanz wird 40 bis 60 Zentimeter lang. Von den drei noch lebenden Arten der Zebras, wegen ihrer Fellzeichnung auch Tigerpferde genannt, ist die größte und die kleinste Art eselähnlich mit langem Kopf, die mittelgroße ist pferdeähnlich, jeweils abgesehen von den Streifen. Wie die Pferde weisen die Zebras eine Mähne auf.
Das für die Art typische Streifenmuster ist bei jedem Tier individuell gezeichnet. Auffallend ist die unterschiedliche Streifenzahl der drei Zebraarten: Während das Grevyzebra etwa 80 Streifen hat, hat das Bergzebra nur etwa 45 und das Steppenzebra sogar nur etwa 30. Beim Grevyzebra bilden sich die Streifen 35 Tage nach der Geburt, beim Bergzebra nach 28 Tagen und beim Steppenzebra nach 21 Tagen. Die Intensität der Streifenmuster nimmt vom nördlichen zum südlichen Afrika hin ab.
Der bei allen Einhufern über den Hinterbeinen vorhandene „Rossspiegel“ ist beim Zebra besonders großflächig und durch die Fellzeichnung besonders markant. Beim frischen Rohfell sticht er auch auf der Fleischseite durch eine dunklere Tönung erheblich von der übrigen Haut ab; der Färbungsunterschied verschwindet bei der Gerbung. Beim Anfassen ist die größere Dicke und Festigkeit dieser Hautpartie zu spüren, das Leder ist hier glatter und blanker.
Die Fellstruktur ist kurzhaarig und glatt, bei den Fohlen wolliger. Die Länge der Schweifbehaarung ist von der Wurzel bis über die Mitte unterschiedlich (bürstenartig kurz, das heißt esel- beziehungsweise wildpferdähnlich, bis lang behaart, an den Schweif von Hauspferden erinnernd), meist liegt sie jedoch zwischen den beiden Extremen. Die Endquaste des Schweifs ist immer stark ausgeprägt und langhaarig.
Über den kaum auffälligen Haarwechsel insbesondere der Tropenformen ist wohl wenig bekannt. Bei den in Südafrika lebenden Zebras besteht ein Wechsel zwischen einem kurzen, glatten Sommerhaar und einer längeren, mehr wirren und wolligen Winterbehaarung. Tiere aus zum Beispiel europäischen Haltungen haben ebenfalls ein längeres Winterhaar, typisch ist auch, dass die schwarze Streifung dann bräunlich wird.

### Grevyzebra
Das größte der Zebras ist das Grevyzebra aus Südabessinien und Somaliland bis nach Nord-Kenia mit einer Kopfrumpflänge von etwa 300 Zentimeter, der Schwanz ist etwa 50 Zentimeter lang. Es hat große Tütenohren.
Die Streifen, die schmalsten und dichteststehenden aller Zebraarten, sind beim erwachsenen Tier lackschwarz bis schwarzbraun und sehr schmal. Sie reichen schwanzwärts bis zum höchsten Punkt der Kruppe.
Der hintere Teil der Kruppe zwischen Rumpf- und Keulenstreifung ist mit einer die Schwanzwurzel kreisrund umgebenden Zeichnung ganz schmaler Streifen, dem so genannten „Rost“, umgeben. Die Grundfarbe ist weiß bis gelblich. Der Rossspiegel reicht nach vorn bis zum Widerrist und dehnt sich bis nahe zur Bauchkante und bis in die Oberschenkel aus, bei den Jungtieren mit Mähne bis über den ganzen Rücken. Der Kopf ist relativ groß und langgestreckt, der Hals eher kurz.

### Bergzebra
Das Bergzebra aus Kapland und den Küstengebieten Südwestafrikas hat zwei Unterarten, die kleinere, das fast ausgestorbene Kapzebra, bewohnte früher die Hochebenen von Westkap, Ostkap und Nordkap.
Das Bergzebra ist durchschnittlich größer als das Steppenzebra. Alle drei Arten haben eine für die jeweilige Art sehr charakteristische Fellzeichnung, das Bergzebra unterscheidet sich von dem des Steppenzebras durch die breiteren, schwarzen bis schokoladenbraunen Streifen mit schmaleren weißen Zwischenräumen, so dass es insgesamt dunkel wirkt, die Grundfarbe ist aber dennoch weiß. Auf der Vorderseite des Gesichts ist die Streifung stets rotbraun. Die „Schattenstreifen“ des Steppenzebras fehlen. Am Kopf sind die Streifen am schmalsten, am breitesten sind sie am Gesäß, wo auch die weißen Zwischenräume sehr weit sind. An den Beinen setzen sich die Streifen bis zu den Enden fort, wobei die Vorderbeine dünnere Streifen als die Hinterbeine aufweisen. Die schwarzen Querstreifen beschränken sich auf die Kruppe und die Schwanzwurzel. Über den Rücken und den Bauch zieht sich jeweils ein dunkler Längsstreifen, mit Ausnahme des Längsstreifen ist der Bauch ansonsten weiß. An der Halsunterseite hat das Fell eine deutliche Wamme. Die Streifen des erwachsenen Tieres sind schwarzbraun bis lackschwarz, auf der Vorderseite des Gesichts stets rotbraun.
Der Kopf ist groß mit bis 23 Zentimeter langen, gerundeten, eselartigen Ohren, deren obere Ränder häufig weiß sind. Das Fell hat insgesamt sehr kurze Haare mit einer durchschnittlichen Länge von nur einem Zentimeter, die längsten befinden sich an der kurzen Mähne und an der Schwanzquaste. Der Haarstrich ist im hinteren Teil des Rückens nach vorn gerichtet; etwas vor dem höchsten Punkt der Kruppe bildet sich ein Haarwirbel.
Die größere Form des Bergzebras, das Hartmann-Bergzebra, lebt nur noch im Hochland Südwestafrikas. Es hat schmalere Streifen und die am geringsten ausgeprägten Spiegel.
Die Streifen des Kapzebras sind trotz der geringeren Größe des Tieres breiter als beim Hartmann-Bergzebra; es hat den am geringsten ausgeprägten Rossspiegel.

### Steppenzebra

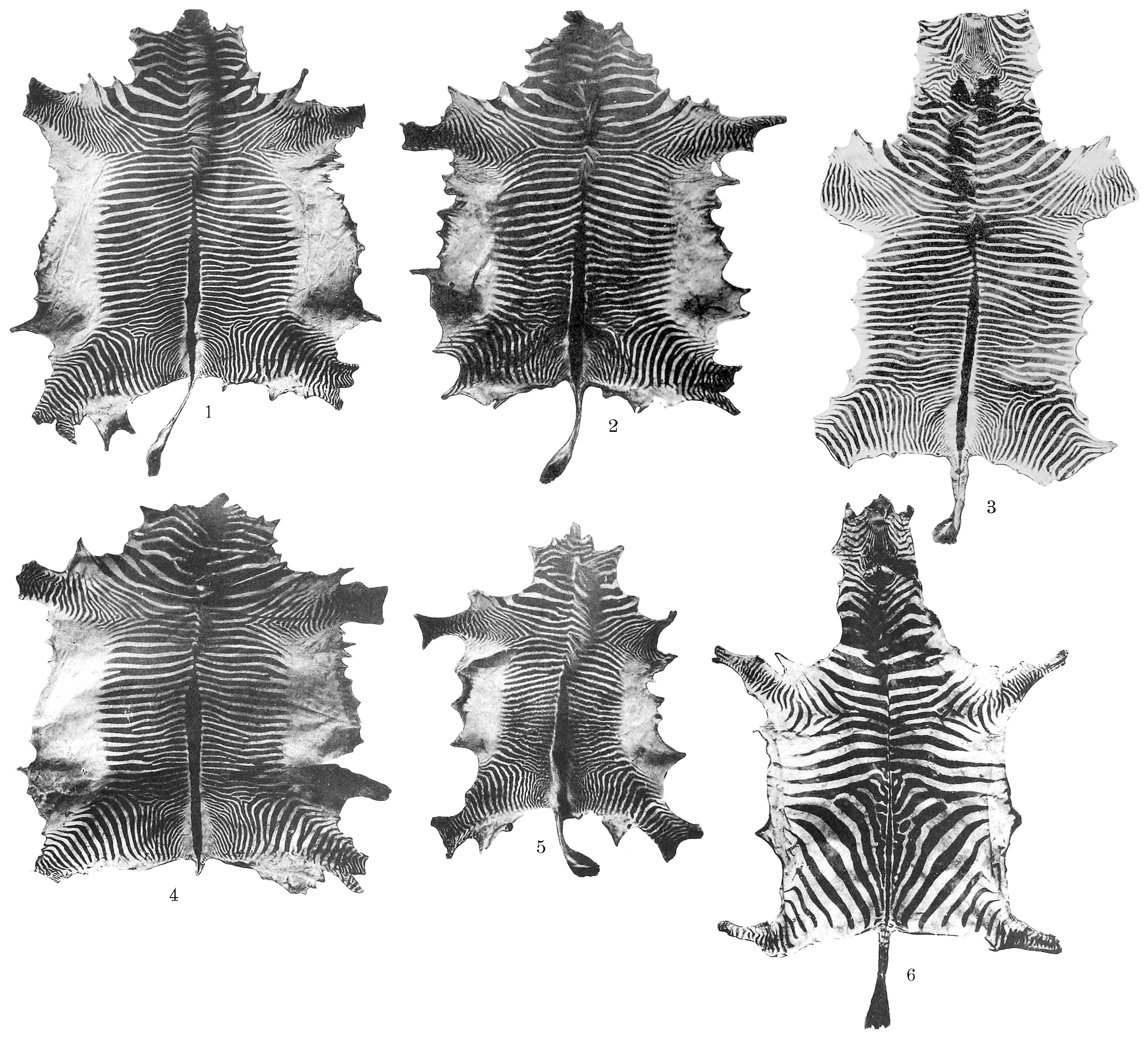
Sechs Varianten des Steppenzebras
(ungenannte Herkunft)

Die unterschiedlichste Zebragruppe bilden die pferdeähnlichen Mitglieder der sogenannten Quaggagruppe, der Steppenzebras. Ihre Heimat ist Südost- und Ostafrika von 5 Grad Nord nach Süden bis zum Kap und von dort nach Nordwesten bis etwa 12 Grad Süd. Westlich des Kongo fehlen sie im gesamten Regenwald.
Sie sind am weitesten verbreitet und haben schon deshalb die größte Variationsvielfalt in der Zeichnung. Die Ohren sind kürzer, die Hufe pferdeartig. Die Kopfrumpflänge dieser kleinsten Art beträgt etwa 230 Zentimeter, die Schwanzlänge 52 Zentimeter. Die Färbung ist nicht nur bei den örtlichen Rassen, sondern auch von Tier zu Tier außerordentlich verschieden. Immer ist sie jedoch dadurch gekennzeichnet, dass die Keulenstreifung weit in die Körperseiten hineinreicht. Je nach Ortsrasse ändert sich die Farbe der Streifen von lackschwarz bis dunkelrotbraun, die Grundfarbe von weiß bis rötlichbraun. Zwischen den beiden dunklen Streifen befinden sich nicht selten schmalere, weniger satt gefärbte Zwischen- oder Schattenstreifen, beispielsweise beim Damara-Zebra. Der Schwanz ist schwarz oder weiß gefärbt. Gelegentlich gibt es Tiere mit ganz schwarzem Fell mit unregelmäßig verteilten weißen Punkten. Die runden Ränder der üblicherweise kurzen und dunklen Ohren sind weiß. Typisch ist die kurze Mähne, die vom Scheitel bis zum Widerrist reicht, einige Populationen, vor allem im nördlichen Verbreitungsgebiet, haben sogar keine Mähne.
Von den zahlreich beschriebenen Unterarten finden sich in Tiergärten am häufigsten das Böhm- oder Grantzezebra mit beim erwachsenen Tier meist ziemlich dunkler Grundfärbung und meist kräftigen Schattenstreifen. Felle ausgewachsener Zebras der Quaggagruppe sind ähnlich dickledrig wie vom Grevyzebra.

### Chapman-Zebra
Das dunkle Fell des erwachsenen Chapmann-Zebras hat meist kräftige Schattenstreifen. Die Grundfarbe des Böhm- oder Grant-Zebras ist reinweiß, es hat die breitesten Streifen aller Zebraarten, nur selten mit Schattenstreifen.

### Quagga
Das Quagga, eine Unterart des Steppenzebras, ist 1883 ausgestorben. Bei ihm waren nur der Kopf und der Hals kräftig schwarz-weiß gestreift. Zum Rumpf hin wurden die Streifen blasser und verschmolzen zu einem einfarbigen Rotbraun. Es gab auch Tiere mit einer deutlichen Streifenbildung bis zum hinteren Teil des Körpers. Die Beine waren nicht gestreift.

## Geschichte

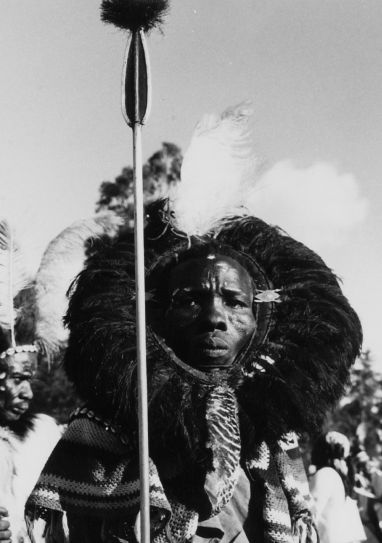
Luo-Krieger mit Halschmuck aus einem Zebrafell-Beinstück (1968)
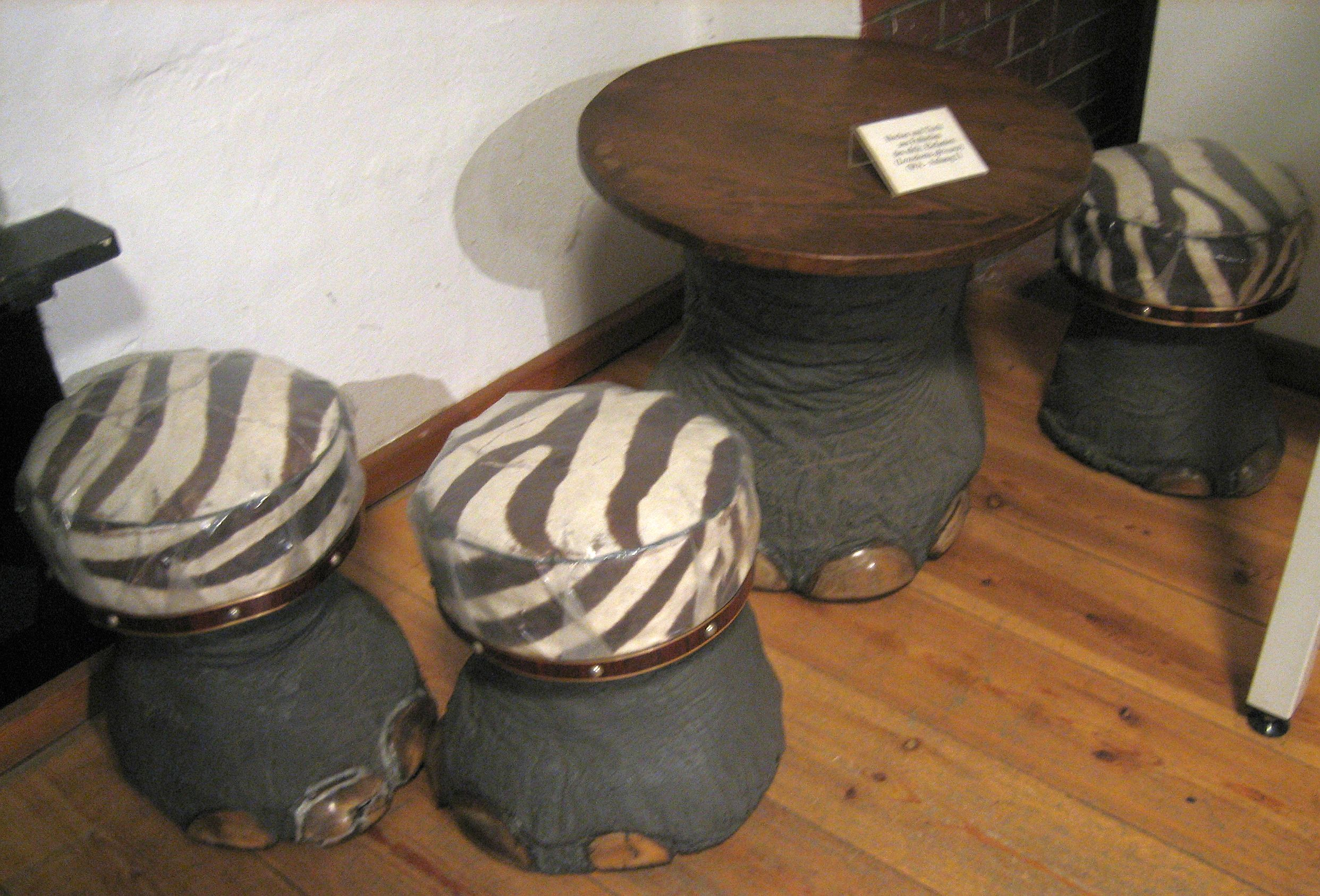
Hocker aus Elefantenfüßen mit Zebrafellsitzen im Hamburger Zollmuseum

Von den Einwohnern Afrikas wurden Zebrafelle oder Teile davon als schmückende Kleidungsteile genutzt. Quaggahäute wurden von den Buren gegerbt oder zu Getreidesäcken verarbeitet. 1814 wird als hauptsächliche Verwendung „zu Pferdedecken“ genannt.
In den 1960er Jahren, einer Blütezeit der Pelzmode, wurden auch eine Zeit lang die Felle bisher wenig oder nicht beachteter, besonders auffällig gemusterter Tiere verwendet, insbesondere um Höhepunkte in Modepräsentationen zu setzen. Neben den klassischen, lebhaft gemusterten Pelzarten wie Ozelot und Leopard wurden jetzt auch öfter Zebra-, vereinzelt sogar Giraffenfelle zu extravaganter Kleidung verarbeitet. Dies wurde möglich, nachdem es den Pelzveredlern gelungen war, das Leder leichter, dünner und geschmeidig zu machen. Versuche, aus Zebrafellen Mäntel und Jacken zu machen, wie bisher schon aus Rosshäuten, Fohlen oder Kalbfellen, hatte es jedoch bereits früher gegeben, ohne dass sie allerdings von der Mode aufgenommen wurden.

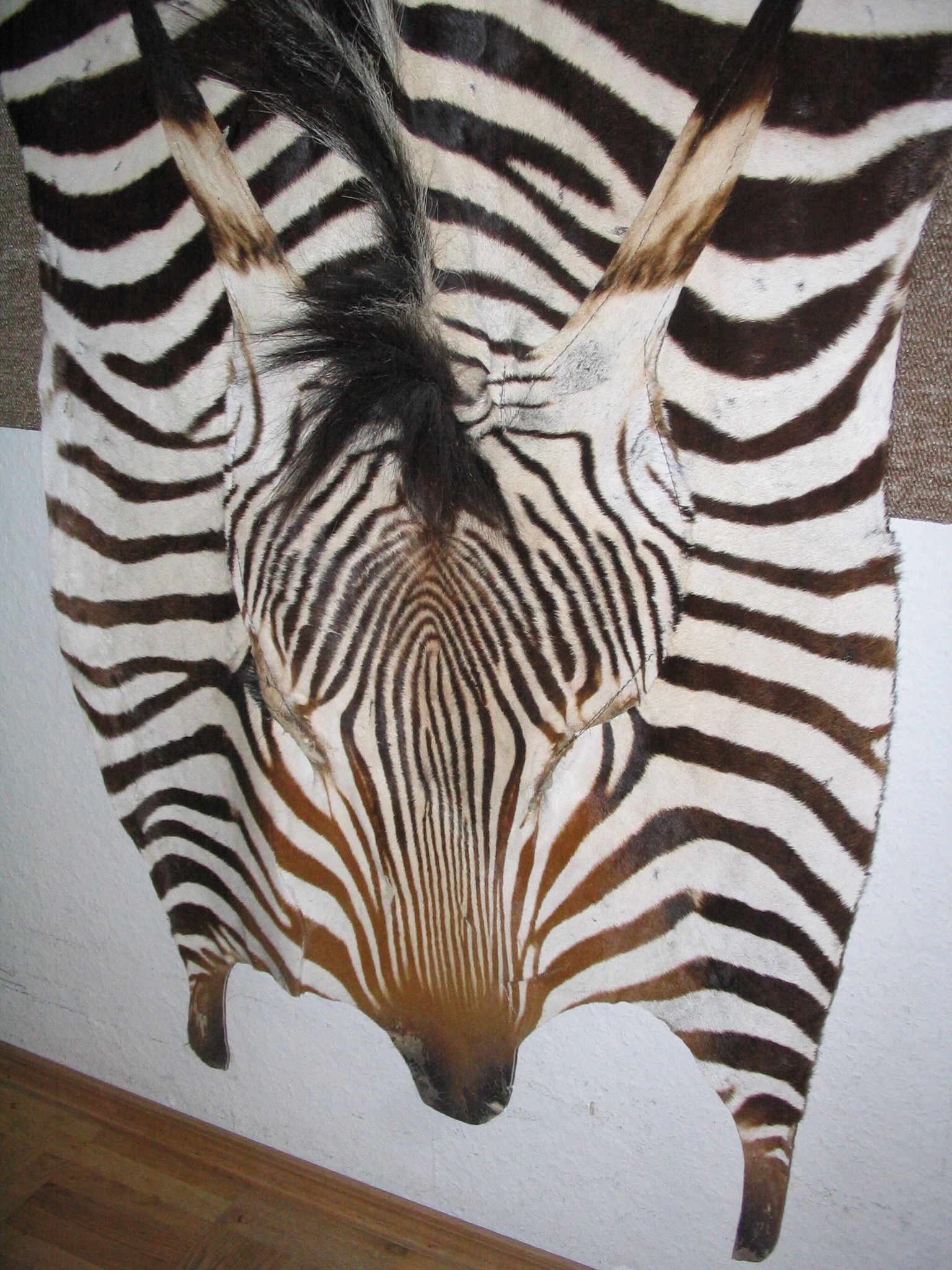
Teilansicht eines Zebra-Wandbehangs eines Frankfurter Pelzhändlers (2012)

## Verarbeitung
Die Felle werden, wie die Häute sämtlicher Huftiere und überhaupt aller großen Tiere, offen angeliefert, nicht rund abgezogen.
Zebrafelle werden heute als Wandbehänge oder als Vorleger angeboten. Die Felle erfordern vom Kürschner große Reparaturarbeiten, sie sind völlig von durch Insektenstiche entstandene Löcher übersät. Störend bei der Fellverarbeitung ist auch der ausgedehnte Rossspiegel oberhalb der Hinterbeine, er ist noch größer als beim Pferd. Zu der ähnlichen Verarbeitungstechnik der Fohlenfelle (siehe dort) kommt beim Zebra noch die Berücksichtigung der Streifenzeichnung hinzu.
Der Haltbarkeitsquotient für Produkte aus Zebrafell wird von einem Autor ähnlich der für Hauspferde vermutet, er beträgt für Rosshäute 20 bis 30 Prozent, für Fohlenfelle 60 bis 70 Prozent. Ein amerikanischer Kürschner schreibt, das Fell ist wenig haltbar, das Haar ist zu steif und das Leder zu kräftig.

## Anmerkung
1. ↑  Die angegebenen vergleichenden Werte (Koeffizienten) sind das Ergebnis vergleichender Prüfung durch Kürschner und Rauchwarenhändler in Bezug auf den Grad der offenbaren Abnutzung. Die Zahlen sind nicht eindeutig, zu den subjektiven Beobachtungen der Haltbarkeit in der Praxis kommen in jedem Einzelfall Beeinflussungen durch Pelzzurichtung und Pelzveredlung sowie zahlreiche weitere Faktoren hinzu. Eine genauere Angabe könnte nur auf wissenschaftlicher Grundlage ermittelt werden. Die Einteilung erfolgte in Stufen von jeweils zehn Prozent. Die nach praktischer Erfahrung haltbarsten Fellarten wurden auf 100 Prozent gesetzt.